# Muntendam
Muntendam – wieś w Holandii, w prowincji Groningen, w gminie Menterwolde, której stanowi siedzibę. 